# Universidade de Florença
A Universidade de Florença (em italiano: Università degli Studi di Firenze, UNIFI) é uma instituição pública de ensino superior situada em Florença, na região central da Itália. Uma das universidades mais antigas daquele país, consiste de doze faculdades e tinha, em 2006, 59.627 estudantes registrados.

## História
A Universidade de Florença evoluiu a partir do Studium Generale, fundado pela República Florentina em 1321. O Studium foi reconhecido pelo papa Clemente VI em 1349, e autorizado a conceder diplomas regularmente, ocasião em que o papa também decretou que a primeira faculdade italiana de Teologia seria criada em Florença. O Studium se tornou uma universidade imperial em 1364, porém foi transferido para Pisa em 1473 quando Lourenço, o Magnífico assumiu o controle de Florença. Carlos VIII o trouxe de volta para Florença entre 1497 e 1515, porém foi transferido novamente para Pisa quando a família Médici retornou ao poder.
Em 1859 tornou-se o Istituto di Studi Pratici e di Perfezionamento, e um ano mais tarde foi reconhecida como universidade pelo governo na Itália unificada. Em 1923 o Istituto passou a ser denominado oficialmente uma 'Universidade' pelo parlamento italiano.